# دونالد بيرجس
دونالد بيرجس (بالإنجليزية: Donald Burgess)‏ مواليد 8 فبراير 1933 في لندن، هو دراج إنجليزي سابق في صنف سباق الدراجات على المضمار. سبق أن شارك في دورة الألعاب الأولمبية الصيفية وفاز بميدالية أولمبية.

## الميداليات
| الميدالية | المسابقة                       |
| --------- | ------------------------------ |
| برونزية   | الألعاب الأولمبية الصيفية 1952 |
| برونزية   | الألعاب الأولمبية الصيفية 1956 |

## روابط خارجية
- دونالد بيرجس على موقع أرشيف الدراجات (الإنجليزية)
- دونالد بيرجس على موقع اللجنة الأولمبية الدولية (الإنجليزية)
- دونالد بيرجس على موقع أوليمبيديا (الإنجليزية)
- دونالد بيرجس على موقع اللجنة الأولمبية البريطانية (الإنجليزية)